# Charles Combes

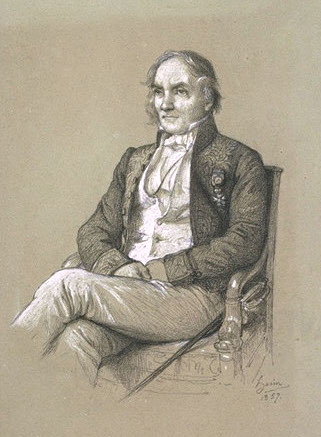
Charles Combes

Charles Pierre Mathieu Combes (Cahors, 26 december 1801 – Parijs, 10 januari 1872) was een Franse ingenieur.
Combes werkte vooral in de mijnbouw, waar hij een ventilator bedacht om vochtige mijnen droog te houden en ook een anemometer. Hij droeg ook bij aan de spoorwegtechniek. Hij schreef over mijnbouw, wiskunde en thermodynamica en gaf les. Hij is een van de 72 Fransen wier namen in reliëf op de Eiffeltoren zijn aangebracht.